# Pierre Jolivet
Pour les articles homonymes, voir Jollivet et Jolivet.
Ne doit pas être confondu avec Pierre-Alain Jolivet.
Pierre Jolivet, né le 9 octobre 1952 à Saint-Mandé, est un réalisateur, scénariste et acteur français.
Il est surtout connu pour avoir dirigé Vincent Lindon dans plusieurs films, souvent à succès : le drame social Fred (1997), la comédie dramatique Ma petite entreprise (1999), le film historique Le Frère du guerrier (2002) et la comédie romantique Je crois que je l'aime (2007).
Par la suite, c'est Roschdy Zem qui devient son acteur fétiche : ensemble, outre Fred, ils tournent la comédie dramatique La Très Très Grande Entreprise (2008), le polar Mains armées (2011) et le drame  Les Hommes du feu (2017).
Il tourne également cinq films avec son fils acteur, Adrien Jolivet : Zim and Co., La Très Très Grande Entreprise, Mains armées et Victor & Célia.

## Biographie

### Jeunesse
Issu d'une fratrie de quatre, Pierre Jolivet est le fils des comédiens Jacques Jolivet et Arlette Thomas (cette dernière étant notamment connue pour être la voix de Titi et de Calimero) et le frère de l'humoriste Marc Jolivet. Sa sœur, Françoise Dasque, et son fils, Adrien Jolivet, sont également acteurs.
Il grandit à Maisons-Alfort auprès d'un père violent.
Durant les événements de mai 1968, il monte avec Marc des spectacles dans les usines en grève. Après avoir été animateurs au Club Med, les deux frères montent un duo de clowns comiques, « Recho et Frigo », qui va devenir très populaire dans le milieu des années 1970. Ils animent notamment de 1975 à 1976 une émission pour la jeunesse sur TF1, Les Visiteurs de Noël.

### Débuts et révélation (années 1980)
En 1979, Pierre et Marc écrivent et interprètent les rôles principaux du film Alors... heureux ?, sorti en salles l'année suivante, date de la séparation du tandem.
Dans les années 1980, Pierre s'associe avec Luc Besson, rencontré sur le tournage d'un clip : ils écrivent ensemble le scénario de L'Avant dernier, court-métrage de science-fiction réalisé par Besson, dont Jolivet interprète le rôle principal. Deux ans plus tard, Jolivet et Besson développent l'intrigue de L'Avant-dernier pour en faire un long-métrage, Le Dernier Combat — avec toujours Pierre Jolivet dans le rôle principal et Luc Besson à la mise en scène — qui obtient le Prix Spécial du Jury au Festival d'Avoriaz en 1983. Pierre Jolivet co-écrit le film suivant de Luc Besson (Subway), mais les relations entre les deux amis se dégradent dès l'époque du Dernier combat, dont Jolivet soupçonne Besson d'avoir délibérément saboté l'exploitation commerciale, peut-être parce qu'il ne souhaitait pas en partager la paternité. Jolivet finit par porter plainte contre Besson pour « non-exploitation du film », mais est débouté. Les deux cinéastes restent ensuite définitivement brouillés.
Pierre Jolivet se lance dans la réalisation en 1985 avec Strictement personnel, qui raconte le retour à ses origines d'un inspecteur de police. Le film est nommé au César de la Première œuvre. Le cinéaste enchaîne avec une comédie de mœurs Le Complexe du kangourou, avec Clémentine Célarié.
Mais c'est avec son troisième long-métrage qu'il connait un beau succès public : le thriller Force majeure, porté par François Cluzet et Patrick Bruel, le lance définitivement, avec cette histoire de deux hommes amenés à accepter une peine de prison pour sauver leur meilleur ami.

### Succès critique et public (années 1990)
Le réalisateur débute cette décennie avec des comédies un peu expérimentales : la fantastique Simple Mortel (1991), où un spécialiste en langues anciennes reçoit des messages d'origine inconnue par voie hertzienne, lui donnant l'ordre d'exécuter des actions étranges ; puis À l'heure où les grands fauves vont boire (1993), où un homme tente de récréer un rêve où il parvient à séduire une femme qu'il désire.
Finalement, c'est en renouant avec un cinéma réaliste et social que le cinéaste renoue avec le grand public et la critique : sort en 1997 Fred, l'histoire d'un chômeur pris dans un engrenage criminel, avec Vincent Lindon dans le rôle principal. Il enchaîne avec En plein cœur (1998), où un riche avocat interprété par Gérard Lanvin tombe amoureux d'une jeune cliente d'origine modeste, jouée par Virginie Ledoyen.
En 1999, Pierre Jolivet poursuit dans la même veine sociale, mais cette fois sur un ton plus léger, en signant Ma Petite entreprise, avec à nouveau Vincent Lindon qui tient cette fois le rôle d'un patron de PME qui tente de sauver sa société. Cette comédie dramatique connaît un véritable triomphe, tant public que critique, et vaut par ailleurs à François Berléand d'obtenir le César du meilleur acteur dans un second rôle.

### Comédies dramatiques (années 2000)
Le réalisateur profite de ce succès pour monter un projet plus risqué : le drame historique Le Frère du guerrier, suivant l'histoire, dans un contexte médiéval, d'une jeune femme (Mélanie Doutey) tentant de faire retrouver la mémoire à son mari (incarné par Guillaume Canet). Pour cela, elle part à la recherche de son frère, incarné par [Vincent Lindon].
L'année suivante, le cinéaste revient aux comédies dramatiques : tout d'abord, il signe Filles uniques, portée par Sandrine Kiberlain et Sylvie Testud, là encore un film sur la fraternité.
Puis il confie le premier rôle d'une comédie à petit budget, Zim and Co., à son propre fils. Le film, sorti discrètement en 2005, revient aux histoires de jeunes hommes cherchant sa place, comme dans Le Complexe du kangourou (1986) et Simple Mortel (1991).
Il revient à la romance pour diriger une quatrième fois Vincent Lindon et pour la première fois Sandrine Bonnaire dans Je crois que je l'aime, qui sort en 2007.
Puis en 2008, il revient à la comédie sociale avec La Très Très Grande Entreprise, qui semble conclure une trilogie de comédies dramatiques sociales, amorcée par Fred (1997) et  Ma petite entreprise (1999). Roschdy Zem, Marie Gillain et Jean-Paul Rouve tiennent les rôles principaux du long-métrage, quand Vincent Lindon menait les deux précédents opus.
Engagé à gauche, militant pour l'exception culturelle française, Pierre Jolivet soutient François Bayrou en 2007 et François Hollande en 2012.

### Drames sociaux (années 2010)
Durant les années 2010, il s'éloigne des comédies pour réaliser trois drames, tous construits autour d'un couple homme/femme : tout d'abord le polar Mains armées (2011), qui oppose Roschdy Zem à Leïla Bekhti ; puis le thriller Jamais de la vie (2015), mené par Olivier Gourmet, secondé par Valérie Bonneton à contre-emploi. Enfin, pour le drame Les Hommes du feu, il retrouve Roschdy Zem, qu'il associe à Émilie Dequenne.
C'est en 2019 qu'il revient à la comédie avec Victor & Célia, avec Arthur Dupont et Alice Belaïdi dans les rôles-titres. Il s'agit de sa quatrième histoire d'amour, après le film fantastique À l'heure où les grands fauves vont boire (1993), le mélodrame En plein cœur (1998) et la comédie romantique Je crois que je l'aime (2007).

## Filmographie

### Réalisateur
- 1980 : Alors... Heureux ?
- 1985 : Strictement personnel
- 1986 : Le Complexe du kangourou
- 1989 : Force majeure
- 1991 : Simple Mortel
- 1993 : À l'heure où les grands fauves vont boire
- 1997 : Fred
- 1998 : En plein cœur
- 1999 : Ma petite entreprise
- 2002 : Le Frère du guerrier
- 2003 : Filles uniques
- 2005 : Zim and Co.
- 2007 : Je crois que je l'aime
- 2008 : La Très Très Grande Entreprise
- 2011 : Mains armées
- 2015 : Jamais de la vie
- 2017 : Les Hommes du feu
- 2019 : Victor et Célia
- 2023 : Les Algues vertes

### Scénariste
- 1980 : Alors... Heureux ?
- 1982 : Le Dernier Combat
- 1985 : Subway
- 1986 : Le Complexe du kangourou
- 1989 : Force majeure
- 1990 : Fortune Express
- 1997 : Fred
- 1999 : Ma petite entreprise
- 2002 : Le Frère du guerrier
- 2003 : Filles uniques
- 2005 : Zim and Co.
- 2007 : Je crois que je l'aime
- 2008 : La Très Très Grande Entreprise
- 2011 : Mains armées

### Acteur
- 1958 : Le Désert de Pigalle de Léo Joannon : Gégé
- 1980 : Alors... Heureux ? de Claude Barrois : Marc Ligot
- 1981 : L'Avant dernier de Luc Besson : L'Homme
- 1982 : Le Dernier Combat de Luc Besson : L'Homme
- 1997 : Amour et Confusions de Patrick Braoudé
- 2002 : Mon idole de Guillaume Canet : Bertrand Vigneau
- 2005 : Zim and Co. de lui-même : Le propriétaire maison luxueuse
- 2023 : Les Algues vertes de lui-même : un patron de café

### Doublage

#### Cinéma

##### Films
- John Furey dans :
  - Vendredi 13 : Le Tueur du vendredi (1981) : Paul Holt
  - Vendredi 13 : Meurtres en trois dimensions (1982) : Paul Holt (images d'archives)

- 1973 : Serpico : Pasquale Serpico (John Medici)
- 1975 : Les Aventuriers du Lucky Lady : Billy (Robby Benson)
- 1976 : Carrie au bal du diable : Tommy Ross (William Katt)
- 1976 : La Bataille de Midway : Harry Pearson (Ed Nelson)
- 1978 : American College : Eric "Otter" Stratton (Tim Matheson)
- 1981 : La Fièvre au corps : Teddy Lewis (Mickey Rourke)
- 1985 : Vendredi 13 : Une nouvelle terreur : Matthew Letter (Richard Young)

#### Télévision

##### Séries télévisées
- 1974-1980 : Happy Days : Richie Cunningham (Ron Howard) - 1re voix

## Théâtre
- 1973 : À chacun son caramel, de lui-même et Marc Jolivet, au café théâtre le Sélénite
- 1974 : Arlène Supin chez les Martiens de Marc Jolivet, mise en scène de l'auteur, Théâtre du Tertre
- 1974 : Le Tube de Françoise Dorin, mise en scène de François Périer, Théâtre Antoine